# نيكولاس لومباردو
نيكولاس لومباردو (بالإسبانية: Nicolás Lombardo)‏ (13 مارس 1903 ببوينس آيرس في الأرجنتين - ) هو مدرب كرة قدم ولاعب كرة قدم أرجنتيني في مركز الهجوم. لعب مع باراكاس سينترال وريفر بليت ونادي بيزا ونادي روما وClub Atlético Alvear ‏ وClub Honor y Patria ‏ وSportivo Palermo ‏.